# 영양 단계
영양 단계(營養段階)는 한 유기체가 먹이사슬에서 차지하는 위치를 나타내는 말이다.

## 개요
생태학에서는 각각의 유기체가 그것이 생산자인지 소비자인지, 그리고 그것이 무엇을 소비하거나 분해하는지에 따라 영양 단계를 분류한다. 물론, 실제 생태계는 더욱 복잡하여 대부분의 소비자는 한가지 이상의 유기체를 소비하고 대부분의 유기체는 한 가지 이상의 소비자에 의해 소비된다. 때문에 실제 생태계는 먹이사슬이 복잡하게 얽힌 상태, 즉 먹이그물을 형성하게 된다.

## 단계
영양 단계는 생태계 내에서 에너지원이 태양 에너지로부터 멀어져가며 소비되는 단계와 같은 숫자의 생명체들로 구성되어 있다.
- 1단계 : 생산자 (식물)
- 2단계 : 1차 소비자 (초식 동물)
- 3단계 : 2차 소비자 (육식 동물)
- 4단계 : 3차 소비자 (최상위 육식 동물)
- 전사식생물: 모든 단계의 생물 사체로부터 영양을 얻는 분해자 (균류 등)

## 생태계 안의 에너지 흐름
태양 에너지를 근원으로 하는 생물의 에너지는 각 영양 단계를 거치면서 상위 단계의 생물에게 전달된다. 그러나, 각 단계의 생물은 생명 활동을 통해 상당수의 에너지를 열로 방출한다. 이러한 형태의 에너지는 다음 단계의 생물에게 전달되지 않기 때문에, 생물들이 생장하여 축적한 에너지만이 다음 단계의 생물에게 전달된다. 이러한 이유로 한 영양 단계에 있는 약간의 에너지만 다음의 높은 단계의 유기체에게 전달된다.
아래의 그림은 영양 단계의 에너지 흐름을 간략히 나타낸 것이다. 주황색 화살표는 에너지의 전달을, 노란색 화살표는 열을 의미한다.

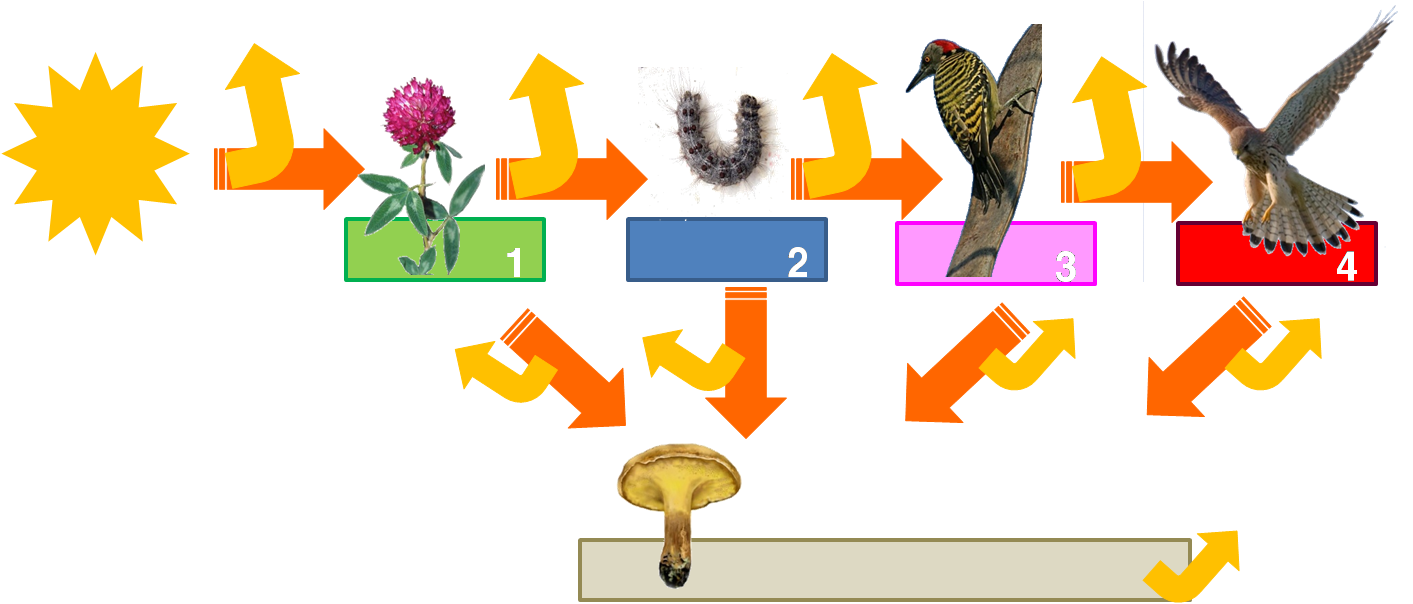
영양 단계